# Hans-Wolf Sievert
Hans-Wolf Sievert (Osnabrück, 10 novembre 1941) è un imprenditore e professore universitario tedesco.

## Biografia
Figlio dell'imprenditore di Osnabrück Hans Sievert (1917-1989), dopo aver studiato scienze sociali ed economiche e sinologia presso le Università di Amburgo, Gottinga e Erlangen-Norimberga, Sievert ha lavorato nel commercio estero a Hong Kong dal 1969 al 1970. Nel 1971, Sievert ha conseguito il dottorato in psicologia sociale ed economica presso l'Università di Linz, dove è stato anche come assistente di ricerca. Dal 1972 al 1979 è stato impiegato presso la Deutsche Bank, da ultimo come direttore di banca nel dipartimento internazionale. Dal 1983 al 2011 è stato membro dell'advisory board nazionale di Deutsche Bank. Nel 1980 è entrato a far parte del Sievert Baustoffgruppe di Osnabrück, in qualità di amministratore delegato e nel 1986 è diventato presidente del consiglio di amministrazione della Sievert AG di Osnabrück, che oggi opera come Sievert SE. È stato presidente del Consiglio di vigilanza dal 2006 al 2018 e dal 2019 è presidente onorario di quest'ultimo.
Dal 1994 Sievert è docente di Management internazionale e interculturale presso il Dipartimento di Economia dell'Università di Osnabrück. Nel 1997, l'Università di Osnabrück lo ha nominato professore onorario. Dal 1997 al 2001 è stato presidente della Società universitaria di Osnabrück e successivamente è diventato membro onorario del consiglio di amministrazione. Dal 2003 al 2019 è stato vicepresidente del Consiglio universitario dell'Università di Osnabrück.
Dal 1996 al 2003 ha insegnato all'Università di Jena come docente del dipartimento di economia. Dal 2004 al 2008, Sievert è stato docente presso la Scuola di economia di Varsavia. Dal 2007 al 2012 è stato visiting professor presso l'Università cinese di Scienza e Tecnologia di Hefei. Ha insegnato come visiting professor anche in altre università cinesi (Università di Anhui (Anda), Hefei; Università di lingue straniere (Beiwai), Pechino; Università di Economia e Finanza (AUFE), Bengbu; Università del Nord-Ovest (Xi-Nan) Chongqing). All'Università di Gottinga ha insegnato presso l'Istituto dell'Asia orientale dal 2009 al 2016. Nel 2017 è stato nominato professore onorario presso l'Università di Tubinga, dove ha insegnato presso il Weltethos-Institut (Istituto etico globale). È stato anche vicepresidente del Consiglio consultivo del China Centrums Tübingen (CCT).
Dal 1985 al 2011 è stato tesoriere e membro del Senato e del Consiglio di amministrazione della Fondazione della Bassa Sassonia. Dal 1997 al 2003 è stato membro della Commissione scientifica dello Stato della Bassa Sassonia.
Nel 2012 è diventato presidente del Consiglio di amministrazione della Fondazione Sievert per la scienza e la cultura, da lui fondata. È stato anche membro corrispondente dell'Istituto per la ricerca sulle migrazioni e gli studi interculturali (IMIS) dell'Università di Osnabrück.

## Onorificenze e riconoscimenti
Dal 1982 al 1999, Sievert è stato presidente (ora Presidente onorario) dell'Associazione federale dell'industria tedesca delle malte (ora VDPM) e vicepresidente dell'Organizzazione europea delle malte (EMO) dal 1997 al 1999.
Nel 1989 è stato nominato console onorario della Repubblica di Costa Rica. Nel 2004 è stato insignito dell'Ordine al Merito della Repubblica Federale di Germania. Nel 2009 ha ricevuto il Premio Hans Mühlenhoff per il buon insegnamento, assegnato dall'Università di Osnabrück e dalla Fondazione Hans Mühlenhoff. Nel 2016 ha ricevuto la Medaglia Justus Möser dalla città di Osnabrück per il suo Qstraordinario impegno nello scambio accademico e interculturale e nel rafforzamento delle relazioni con la città cinese gemellata con Osnabrück, Hefei".
Dal 2006 è professore onorario presso l'Università di Hefei. Nel 2013 è stato nominato professore onorario presso l'Universidad Católica de Costa Rica.
Nel 2013, Sievert ha ricevuto la cittadinanza onoraria della città di Hefei, nella provincia di Anhui (Cina). Nel 2009 ha ricevuto il Premio dell'Amicizia della Provincia di Anhui e nel 2014 il Premio dell'Amicizia della Provincia di Zhejiang. Nel 2016 è stato nominato imprenditore dell'anno della provincia di Anhui
.